# Pawn Shoppe Heart
Albums de The Von Bondies
Raw and Rare
(2003) Love, Hate and Then There's You
(2009)
Pawn Shoppe Heart est le deuxième album du groupe américain de garage rock The Von Bondies, publié le 9 mars 2004, par Sire Records.

## Liste des chansons
Toutes les chansons sont écrites et composées par Jason Stollsteimer.
| No  | Titre                                                                                  | Durée |
| --- | -------------------------------------------------------------------------------------- | ----- |
| 1.  | No Regrets                                                                             | 2:34  |
| 2.  | Broken Man                                                                             | 2:10  |
| 3.  | C'mon C'mon                                                                            | 2:15  |
| 4.  | Tell Me What You See                                                                   | 1:56  |
| 5.  | Been Swank                                                                             | 2:44  |
| 6.  | Mairead                                                                                | 5:11  |
| 7.  | Not That Social                                                                        | 3:01  |
| 8.  | Crawl Through the Darkness                                                             | 2:45  |
| 9.  | The Fever                                                                              | 2:38  |
| 10. | Right of Way                                                                           | 3:46  |
| 11. | Poison Ivy                                                                             | 2:14  |
| 12. | Pawn Shoppe Heart / Try a Little Tenderness (Stollsteimer, Irving King, Harry M. Wood) | 9:28  |